# Zastava Alžira
Zastava Alžira sastoji se od dvije okomito raspoređene boje: zelene i bijele. U sredini su crveni polumjesec i zvijezda. Zastava je usvojena 3. srpnja 1962., s tim da je slična verzija postojala od 1958. do tog datuma.
Zastava ratne mornarice u desnom uglu ima dva ukrštena sidra.